# Clotilde (regina dei Franchi)

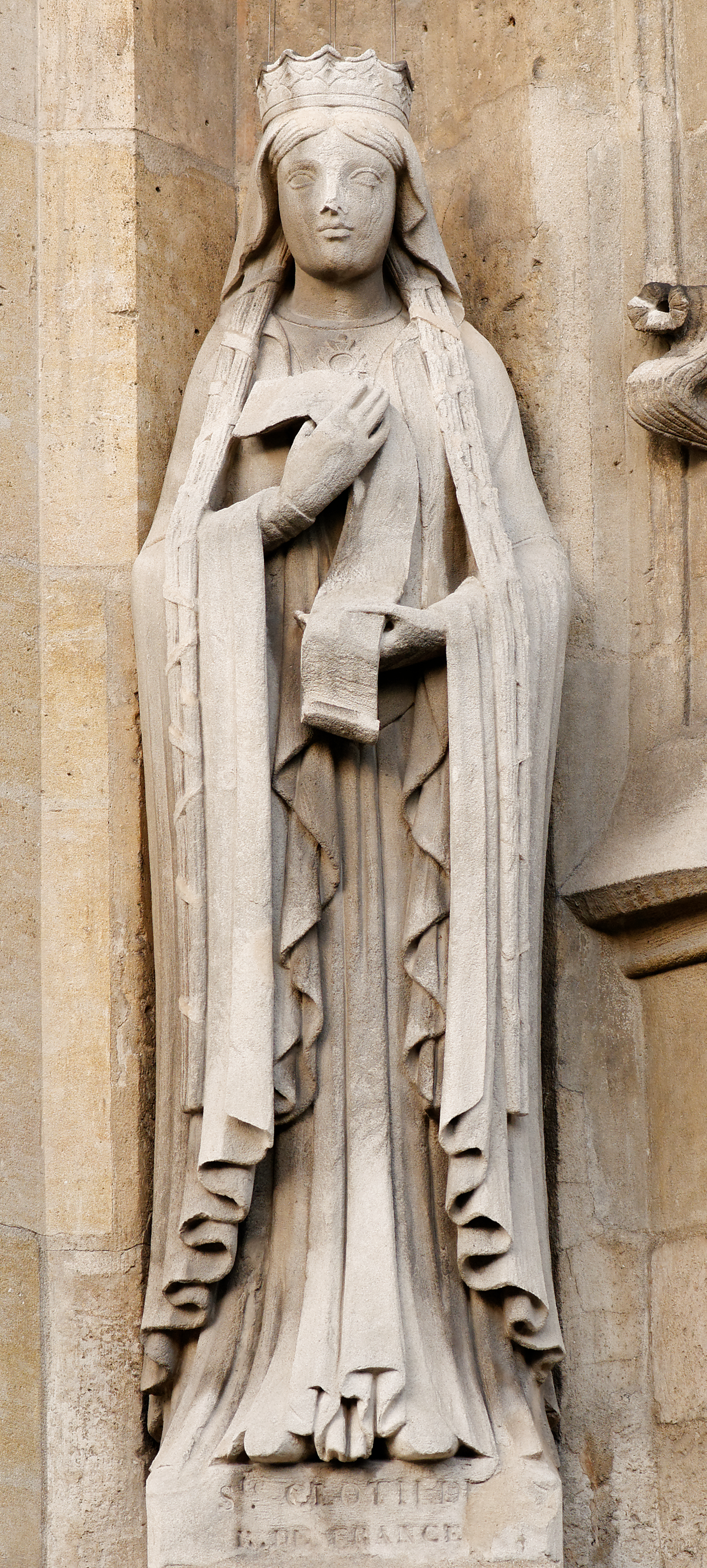
Statua di Santa Clotilde sulla facciata della Chiesa di Saint-Germain-l'Auxerrois, a Parigi.

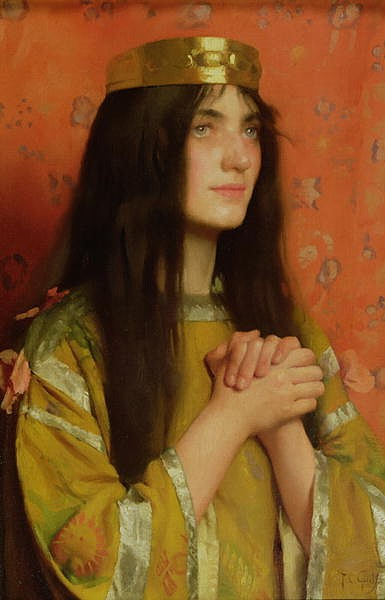
La regina Clotilde, olio su tela di Thomas Cooper Gotch (pittore preraffaellita)

Clotilde o Chrotechildis o Chrodigilde o Rotilde (Lione, 474 circa – Tours, 3 giugno 545) principessa del regno di Burgundia che fu la moglie del re dei Franchi Sali, il merovingio Clodoveo I. È anche venerata come santa dalla Chiesa cattolica.

## Origini
Era figlia del re dei Burgundi, Chilperico II e della moglie, di cui non si conosce il nome. Inoltre era la cugina del futuro re dei Burgundi San Sigismondo, che era figlio di Gundobado fratello di Chilperico.

## Biografia
Clotilde, ancor giovane, rimase orfana di entrambi i genitori; il padre Chilperico II, nel 486 circa, fu ucciso, di spada, dal fratello Gundobado, mentre la madre fu gettata in acqua con un masso legato al collo.
Clotilde con la sorella maggiore Sedeleuba (che Gregorio di Tours e l'anonimo cronista del Liber Historiae Francorum chiamano Crona) dallo zio fu inviata in esilio, a Ginevra, presso l'altro zio Godegiselo.
Fu in questo periodo che Clotilde e la sorella si convertirono al cattolicesimo.
Sempre in questo periodo il re dei Franchi, Clodoveo I, dopo che una delegazione di Franchi aveva visto la giovane Clotilde ed aveva riferito la buona impressione al proprio re, chiese di avere in moglie Clotilde. Gundobado, non osando rifiutare consegnò all'inviato del re dei Franchi, Clotilde che, secondo lo storico francese Christian Pfister, nel 493, sposò il re dei Franchi, Clodoveo I, che da una concubina aveva già avuto un figlio, Teodorico.
Clotilde si dedicò fin dall'inizio alla conversione del marito pagano, che pur non convertendosi, permise alla moglie di battezzare i figli. Comunque, grazie alla sua influenza, Clodoveo, dopo la guerra contro gli Alemanni abiurò la fede dei suoi antenati e, il 24 dicembre 496, onorò la sua promessa (secondo Gregorio di Tours, nel suo Historia Francorum, racconta che Clodoveo si convertì per un voto fatto prima della Battaglia di Tolbiac contro gli Alemanni, evento che simbolicamente ricalca quello dell'imperatore Costantino I) facendosi battezzare a Reims dal vescovo Remigio, assieme alle sorelle, Landechilde e Alboflede.
Nel 511, alla morte del marito, dopo aver diviso il regno tra i quattro figli maschi di Clodoveo, Teodorico (figlio di una concubina) ed i suoi tre figli Clodomiro, Childeberto I e Clotario I, si ritirò nel monastero di San Martino a Tours, dove rimase per il resto della sua vita, recandosi a Parigi solo raramente: dal suo ritiro, tentò inutilmente di mediare tra i figli che si scontrarono spesso per il predominio sui Franchi. Dovette assistere inerme anche al massacro dei figli di Clodomiro, uccisi nel 524 da Childeberto e Clotario (solo san Clodoaldo riuscì a mettersi in salvo).
Nel 540 fu raggiunta nel monastero di Tours anche dalla nuora Radegonda, seconda moglie di Clotario I, anch'essa disgustata dalla condotta immorale del marito, che non avendo dato figli al marito si era fatta consacrare diaconessa da san Medardo ed era diventata una religiosa.

## Culto
Clotilde morì il 3 giugno del 545 e venne subito proclamata santa per acclamazione: la sua salma venne portata a Parigi, dove venne sepolta vicino al marito nella basilica parigina dei Saints-Apôtres (poi divenuta la chiesa di Santa Genoveffa e oggi il Pantheon di Parigi), sulla collina di Sainte-Geneviève.
Memoria liturgica il 3 giugno.

## Figli
Clotilde a Clodoveo diede sei (o sette) figli: 
- Ingomero (nato e morto nel 493 o 494);
- Clodomiro (495-524), re di Orléans, che sposò Gunteuca di Burgundia;
- Childeberto (496-558), re di Parigi, che sposò Ultrogota d'Italia;
- Clotario (497-561), re di Soissons, che ebbe quattro mogli e riunificò il regno dei Franchi;
- Teodechilde (492/501-576), si fece suora e fu la fondatrice del monastero di Mauriac[8];
- Clotilde (ca. 502-531), sposò, nel 517, il re visigoto Amalarico.

## Ascendenza
|                              |   |   | Genitori |  |  | Nonni |  |  | Bisnonni  |  |  | Trisnonni |  |
|                              |   |   |          |  |  |       |  |  | Gundicaro |  |  | Gjúki     |  |
|                              |   |   |          |  |  |       |  |  | Gundicaro |  |  | Gjúki     |  |
|                              |   | … |          |  |  |       |  |  | Gundicaro |  |  |           |  |
| Gundioco                     |   |   |          |  |  |       |  |  | Gundicaro |  |  |           |  |
|                              |   | … | …        |  |  |       |  |  |           |  |  |           |  |
|                              |   | … | …        |  |  |       |  |  |           |  |  |           |  |
|                              |   | … | …        |  |  |       |  |  |           |  |  |           |  |
| Chilperico II dei Burgundi   |   | … |          |  |  |       |  |  |           |  |  |           |  |
|                              |   | … | …        |  |  |       |  |  |           |  |  |           |  |
|                              |   | … | …        |  |  |       |  |  |           |  |  |           |  |
|                              |   | … | …        |  |  |       |  |  |           |  |  |           |  |
| …                            |   | … |          |  |  |       |  |  |           |  |  |           |  |
|                              |   | … | …        |  |  |       |  |  |           |  |  |           |  |
|                              |   | … | …        |  |  |       |  |  |           |  |  |           |  |
|                              |   | … | …        |  |  |       |  |  |           |  |  |           |  |
| Clotilde, regina dei Franchi |   | … |          |  |  |       |  |  |           |  |  |           |  |
|                              | … | … |          |  |  |       |  |  |           |  |  |           |  |
|                              | … | … |          |  |  |       |  |  |           |  |  |           |  |
|                              | … | … |          |  |  |       |  |  |           |  |  |           |  |
| …                            | … |   |          |  |  |       |  |  |           |  |  |           |  |
|                              |   | … | …        |  |  |       |  |  |           |  |  |           |  |
|                              |   | … | …        |  |  |       |  |  |           |  |  |           |  |
|                              |   | … | …        |  |  |       |  |  |           |  |  |           |  |
| …                            |   | … |          |  |  |       |  |  |           |  |  |           |  |
|                              |   | … | …        |  |  |       |  |  |           |  |  |           |  |
|                              |   | … | …        |  |  |       |  |  |           |  |  |           |  |
|                              |   | … | …        |  |  |       |  |  |           |  |  |           |  |
| …                            |   | … |          |  |  |       |  |  |           |  |  |           |  |
|                              |   | … | …        |  |  |       |  |  |           |  |  |           |  |
|                              |   | … | …        |  |  |       |  |  |           |  |  |           |  |
|                              |   | … | …        |  |  |       |  |  |           |  |  |           |  |
|                              |   | … |          |  |  |       |  |  |           |  |  |           |  |